# Diocesi di Jilin
La diocesi di Jilin (in latino: Dioecesis Chilinensis) è una sede della Chiesa cattolica in Cina suffraganea dell'arcidiocesi di Shenyang. Nel 1949 contava 35.000 battezzati su 9.000.000 di abitanti. La sede è vacante.

## Territorio
La diocesi comprende parte della provincia cinese di Jilin.
Sede vescovile è la città di Jilin, dove si trova la cattedrale del Sacro Cuore di Gesù. Costruita nel 1919 in stile neogotico, è iscritta tra i monumenti storici della Provincia dal 1999.

## Storia
Il vicariato apostolico della Manciuria Settentrionale fu eretto il 10 maggio 1898 con il breve Quae catholico nomini di papa Leone XIII, ricavandone il territorio dal vicariato apostolico della Manciuria (oggi arcidiocesi di Shenyang).
Il 3 dicembre 1924 il vicariato apostolico assunse il nome di vicariato apostolico di Kirin, nome mancese di Jilin, in forza del decreto Vicarii et Praefecti della Congregazione di Propaganda Fide.
Il 9 luglio 1928 cedette porzioni del proprio territorio a vantaggio dell'erezione della missione sui iuris di Qiqihar (oggi prefettura apostolica).
Il 2 febbraio 1932, con la lettera apostolica Plane compertum, papa Pio XI proclamò la Beata Maria Vergine patrona principale del vicariato apostolico, San Pietro apostolo e i Santi Angeli Custodi patroni secondari.
L'11 aprile 1946 il vicariato apostolico è stato elevato a diocesi con la bolla Quotidie Nos di papa Pio XII.
Vescovo "clandestino" riconosciuto dalla Santa Sede è André Han Jingtao, ordinato agli inizi degli anni ottanta. Mentre vescovo della Chiesa "ufficiale" è Damas Zhang Hanmin, ordinato nel maggio 1999, dopo quattro anni di vacanza della sede. Zhang Hanmin, che era anche amministratore apostolico della diocesi di Yanji, è deceduto il 19 luglio 2009.
A Julin è in funzione un seminario regionale per la formazione del clero locale.

## Cronotassi dei vescovi
Si omettono i periodi di sede vacante non superiori ai 2 anni o non storicamente accertati.
- Pierre-Marie-François Lalouyer, M.E.P. † (16 maggio 1898 - 17 febbraio 1923 deceduto)
- Auguste Gaspais, M.E.P. † (17 febbraio 1923 succeduto - 21 ottobre 1952 deceduto)
  - Sede vacante
  - Wang Wei-min † (31 maggio 1959 consacrato - 1981 dimesso ?)
  - Roch Liu Dian-xi † (10 ottobre 1982 consacrato - 4 aprile 1985 deceduto)
  - John Li Xue-song † (22 settembre 1985 consacrato - 20 maggio 1994 deceduto)
  - Damas Zhang Han-min † (9 maggio 1999 consacrato - 19 luglio 2009 deceduto)
  - Andrew Han Jingtao † (1982 - 30 dicembre 2020 deceduto)[5][6][7]

## Statistiche
La diocesi nel 1949 su una popolazione di 9.000.000 di persone contava 35.000 battezzati, corrispondenti allo 0,4% del totale.
| anno | popolazione | popolazione | popolazione | presbiteri | presbiteri | presbiteri | presbiteri                | diaconi | religiosi | religiosi | parrocchie |
| anno | battezzati  | totale      | %           | numero     | secolari   | regolari   | battezzati per presbitero | diaconi | uomini    | donne     | parrocchie |
| ---- | ----------- | ----------- | ----------- | ---------- | ---------- | ---------- | ------------------------- | ------- | --------- | --------- | ---------- |
| 1949 | 35.000      | 9.000.000   | 0,4         | 33         | 33         |            | 1.060                     |         |           | 223       |            |

Secondo dati statistici locali, nel 1999 la diocesi comprendeva circa 100.000 fedeli, di cui 70.000 appartenenti alla Chiesa ufficiale e gli altri 30.000 alla Chiesa clandestina cinese.